# پاتریک فرسخورن
پاتریک فرسخورن (انگلیسی: Patrick Verschueren؛ زادهٔ ۱۲ سپتامبر ۱۹۶۲) دوچرخه‌سوار اهل بلژیک است.